# Schubartstube
Die Schubartstube im ehemaligen Amtshaus des Klosters Blaubeuren ist ein kleines Literaturmuseum in Blaubeuren. Es erinnert an die Verhaftung des Dichters, Schriftstellers und Publizisten Christian Friedrich Daniel Schubart (1739–1791) in dem Gebäude.

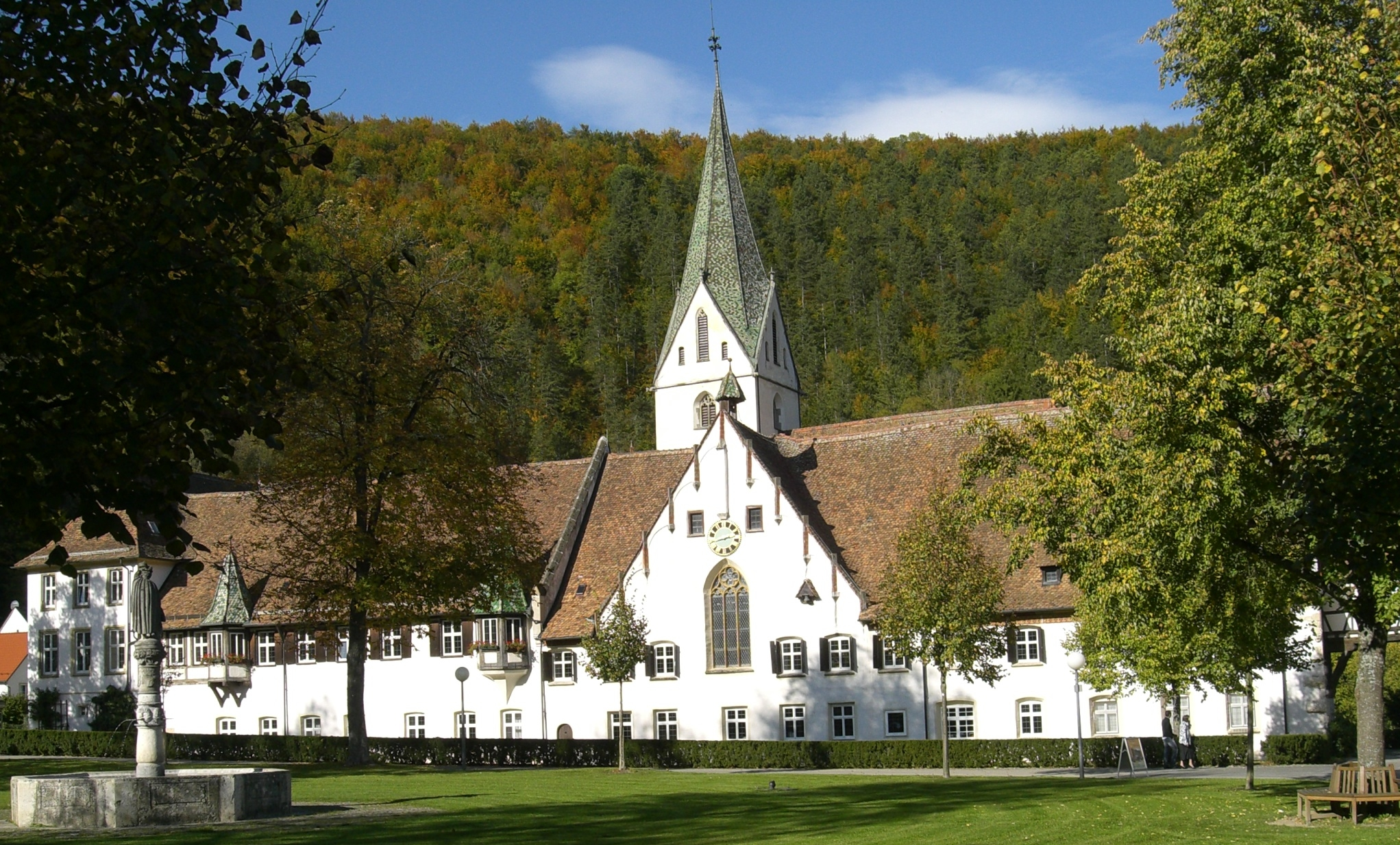
Kloster Blaubeuren

## Ausstellung

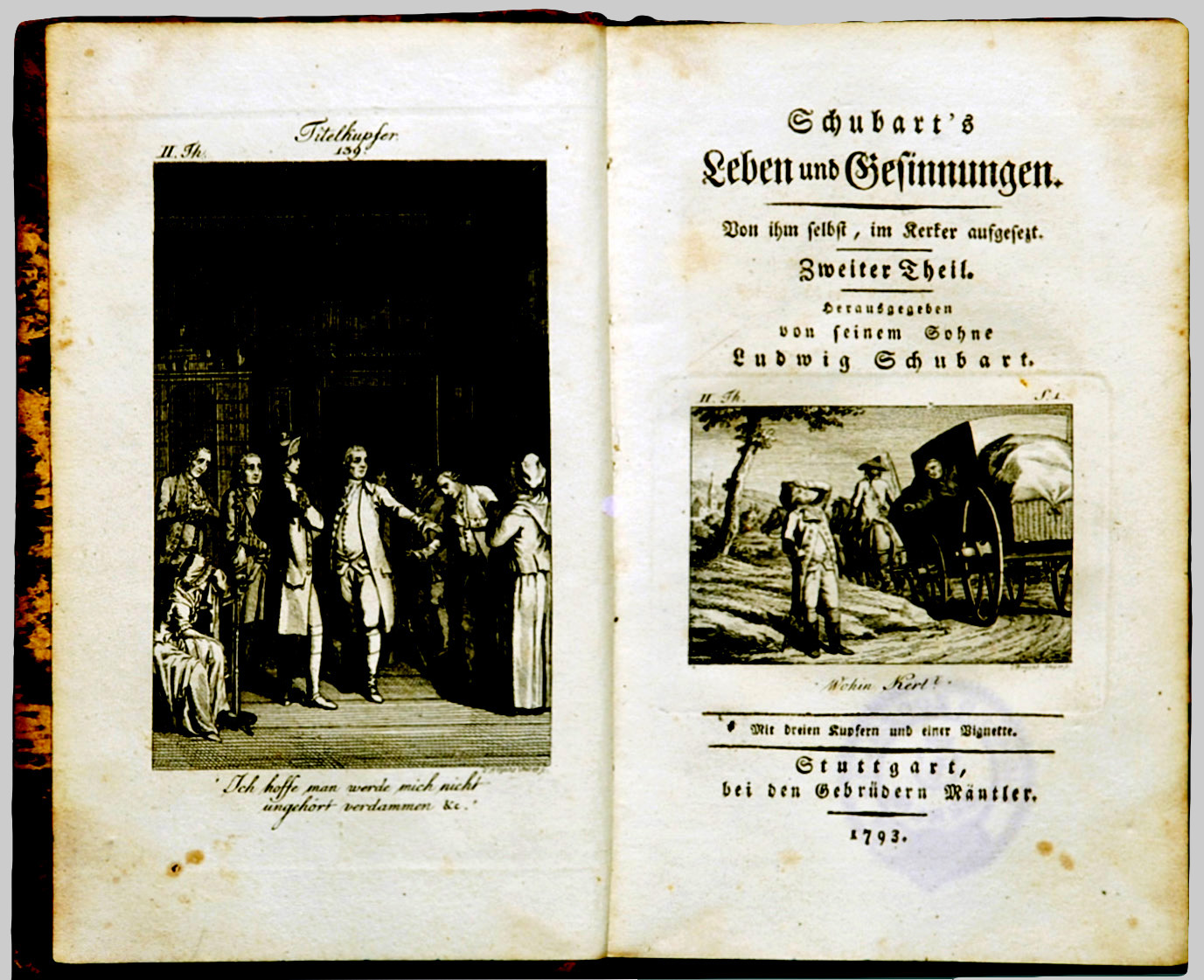
Erstausgabe der Schubart-Biografie, herausgegeben von seinem Sohn Ludwig Schubart. Das Titelkupfer zeigt die Verhaftung Schubarts in Blaubeuren

Die Gedenkstätte wurde 1990 von der Einrichtung Staatliche Schlösser und Gärten Baden-Württemberg in Zusammenarbeit mit dem Altstadtverein Blaubeuren und der Arbeitsstelle für literarische Museen mit Sitz in Marbach am Neckar eingerichtet.
In der ehemaligen Klosteramtsstube, in der Herzog Carl Eugen von Württemberg den hierher gelockten Schriftsteller und Publizisten Schubart am 23. Januar 1777 verhaften ließ, wird mit Bildern und Dokumenten an dieses Ereignis erinnert. Gezeigt werden unter anderem Porträts, Erstausgaben von Schubarts Gedichten, einige Bände seiner Zeitschrift Deutsche Chronik sowie ein Faksimile des herzoglichen Haftbefehls.
Weitere Aspekte der Ausstellung behandeln die Illustrationen zu Eduard Mörikes Historie von der schönen Lau (1853), die in Blaubeuren spielt. Neben den bekannten Scherenschnitten von Luise Duttenhofer gehören zu den Exponaten die Erstausgabe sowie die aufwendig gestaltete Prachtausgabe von 1872 mit sieben Zeichnungen nach Moritz von Schwind, des Weiteren eine Auswahl späterer Ausgaben dieses Märchenklassikers. In einer weiteren Abteilung wird an die lange vergessene Jugendbuchautorin Agnes Sapper erinnert, die zeitweise in Blaubeuren lebte.

## Weitere Literaturstätten
Der neben dem Kloster gelegene Blautopf ist Schauplatz von Mörikes Historie von der schönen Lau. Eine Steinplastik des Bildhauers Fritz von Graevenitz neben der alten Wassermühle stellt die sagenhafte Nixe dar. Das seit 1817 im Kloster bestehende Evangelisch-theologische Seminar hat zahlreiche bedeutende Absolventen hervorgebracht, darunter die Literaten Wilhelm Hauff, Friedrich Theodor Vischer, Gustav Pfizer, David Friedrich Strauß, Wilhelm Zimmermann und Rudolf Kausler. Das Bolegsche Haus in der Karlstraße 23 war das Wohnhaus von Agnes Sapper. Die Wohnung Hermann Hesses auf seiner Nürnberger Reise (1925) befand sich im Klosterhof 10. Die bei Blaubeuren gelegene Burgruine Ruck war der Stammsitz des Minnesängers Heinrich von Rugge.